# Isoplectron cochleatum
Isoplectron cochleatum är en insektsart som beskrevs av Heinrich Hugo Karny 1935. Isoplectron cochleatum ingår i släktet Isoplectron och familjen grottvårtbitare. Inga underarter finns listade i Catalogue of Life.